# تشارلز بي. ستيوارت
تشارلز بي. ستيوارت (بالإنجليزية: Charles B. Stewart)‏ هو سياسي أمريكي، ولد في 6 فبراير 1806، وتوفي في 1 يوليو 1885. انتخب عضو مجلس نواب تكساس.